# Бомбардиране на Прага
Бомбардирането на Прага става по време на Втората световна война (14 февруари 1945 г.), когато ВВС на САЩ осъществяват въздушно нападение над Прага. Градът е столица на Чехословакия (по време на германската окупация – главен град на Протекторат Бохемия и Моравия). Според американски пилоти бомбардировката е в резултат на грешка в навигацията – по същото време бомбардирането над Дрезден е в разгара си (на 100 km от Прага).

## Въздействие на атаката
Около 60 Б-7 от осма американска ВВС хвърлят около 152 тона бомби над райони на Прага. Тези бомби поразяват и различни градчета край Прага и причиняват смъртта общо на 701 души и раняват 1184. Около 100 къщи и исторически места са тотално унищожени и около 200 са частично разрушени. Всичките жертви са цивилни.

## Спор
Въпреки че американците многократно изразяват съжалението си, още не е ясно дали бомбардировката е произшествие или е причинена от лошо време, или е планирана атака.

## Факти
- Някои от най-известните места в Прага като „Танцуващата къща“ и Емауският манастир са издигнати или реконструирани на местата, които бомбите разрушават.
- Пилотът на един от бомбардировачите е чешки гражданин – Херълд ван Опдорп